# Hatiora herminiae
Hatiora herminiae là một loài thực vật có hoa trong họ Cactaceae. Loài này được (Porto & A.Cast.) Backeb.ex Barthlott mô tả khoa học đầu tiên năm 1987.